# Reverse salient
Le reverse salient (saillant inverse ou saillance inversée) est un composant de système technologique qui, en raison de son développement insuffisant, empêche le système dans son ensemble de réaliser son développement ciblé. Le concept est introduit par Thomas P. Hughes, dans son ouvrage, Networks of power: Electrification in western society, 1880-1930, dans l'analyse des systèmes technologiques.

## Systèmes technologiques et leur évolution
Les systèmes technologiques peuvent faire référence à une structure hiérarchique imbriquée de composants technologiques, le système étant considéré comme une composition de sous-systèmes interdépendants qui sont eux-mêmes des systèmes comprenant des sous-systèmes supplémentaires. De cette manière, le système holistique ainsi que ses propriétés sont considérés comme synthétisés à travers les sous-systèmes qui le constituent. Les systèmes technologiques peuvent également être vus comme des systèmes sociotechniques qui contiennent, en plus des sous-systèmes techniques, des sous-systèmes sociaux, tels que les créateurs et les utilisateurs de la technologie, ainsi que des organismes de contrôle. Dans les deux perspectives, les systèmes technologiques sont perçus comme une recherche d’objectifs, évoluant donc vers des objectifs.
Hughes propose que les systèmes technologiques passent par certaines phases au cours de leur évolution. La première de ces phases concerne l’invention et le développement du système, due en grande partie aux efforts d’inventeurs et d’entrepreneurs, tels que Thomas Edison, dans le développement du système technologique électrique. La deuxième étape correspond à l’ère du transfert technologique d’une région ou d’une société à une autre, par exemple la diffusion du système électrique d’Edison de New York à d’autres villes telles que Londres et Berlin. La troisième phase de l'évolution systémique est marquée par une période de croissance et d'expansion du système lorsque le système technologique s'efforce d'améliorer ses performances, par exemple en ce qui concerne les résultats économiques ou l'efficacité des résultats. Dans cette phase, le système dépend de l’évolution satisfaisante des performances de tous ses composants. Le développement des systèmes technologiques repose donc sur les processus de cause à effet réciproques et interdépendants parmi les composants sociaux et techniques, et peut être décrit comme co-évolutif, où la co-évolution équilibrée des composants du système est importante pour établir le progrès souhaité du système. Par la suite, un sous-système qui évolue à un rythme suffisant contribue positivement au développement collectif, tandis qu'un sous-système qui ne se développe pas suffisamment empêche le système technologique de réaliser son développement ciblé. Hughes nomme ces sous-systèmes problématiques reverse salients,.

## Points saillants inversés dans l'évolution des systèmes technologiques
Un saillant inversé est l’inverse d’un saillant qui représente la saillie en avant le long du profil d’un objet ou d’un front militaire. Par conséquent, les saillants inversés sont les projections en arrière le long de lignes continues et similaires. Par la suite, le saillant inverse fait référence au sous-système qui s’est écarté de la frontière de performance du système en raison de son insuffisance. À son tour, le reverse salient entrave le progrès ou empêche la réalisation du développement potentiel du système collectif. Selon le point de vue socio-technique, les éléments inversés peuvent être des éléments techniques tels que des moteurs et des condensateurs d’un système électrique, ou des éléments sociaux tels que des organisations ou des unités de production.
Parce que les saillants inversés limitent le développement du système, le développement ultérieur du système réside dans la correction du saillant inversé, correction qui est obtenue par le biais d'innovations progressives ou radicales. Le saillant inverse désigne un dispositif de mise au point, selon les mots de Nathan Rosenberg, pour les acteurs du système technologique, qui s’efforcent de le supprimer par le biais de l’innovation. Il est possible que le saillant inverse ne puisse pas être corrigé dans les limites du système technologique existant par le biais d'innovations incrémentielles. Par conséquent, des innovations radicales peuvent être nécessaires pour corriger le saillant inverse. Toutefois, des innovations radicales peuvent conduire à la création de systèmes technologiques nouveaux et différents, comme en témoigne l’émergence du système à courant alternatif qui a permis de surmonter le problème de la distribution d’électricité à faible coût, que le système à courant continu ne pouvait pas résoudre.
Le saillant inverse est donc un concept utile pour analyser l'évolution d'un système technologique, car souvent, l'analyse des systèmes technologiques est centrée sur les facteurs qui limitent le développement des systèmes. Plus que des composants techniques, ces facteurs peuvent aussi être des composants sociaux. Par la suite, les saillants inversés peuvent être plus applicables dans certains contextes pour indiquer un obstacle à la performance du système que des concepts similaires ou se chevauchant tels que les goulots d'étranglement (bottleneck) ou déséquilibres technologiques.
Le saillant inversé fait référence à une situation extrêmement complexe dans laquelle des individus, des groupes, des forces matérielles, des influences historiques et d’autres facteurs ont des forces causales idiosyncrasiques, et dans laquelle des accidents ainsi que des tendances jouent un rôle. Au contraire, le concept de déséquilibre suggère une abstraction relativement simple de la science physique. De plus, alors que les concepts de saillant inversé et de goulot d’étranglement partagent des similitudes et ont été utilisés de manière interchangeable dans des contextes particuliers, le terme inversé fait souvent référence au sous-système qui non seulement limite les performances ou la production du système collectif, mais nécessite également une correction en raison de son effet limitant. Ce n'est pas nécessairement le cas avec les goulot d’étranglement (bottlenecks), qui sont géométriquement trop symétriques et ne représentent donc pas la complexité de l'évolution du système. Par exemple, les performances de sortie d’un système particulier peuvent être compromises en raison d’un sous-système à goulot d’étranglement, mais celui-ci n’exigera pas d’être amélioré si les performances de sortie actuelles du système sont satisfaisantes. Si, au contraire, un niveau de performances supérieur est requis pour le même système, le goulot d'étranglement peut apparaître comme un élément saillant inversé empêchant le système d'obtenir des performances de sortie plus élevées.

## Inverser les exemples saillants.
Alors que de nombreuses études illustrent des systèmes technologiques gênés par des saillants inversés, le travail le plus déterminant dans ce domaine d'étude est celui de Hughes , qui donne un historique du développement du système électrique à courant continu d’Edison. Afin de fournir de l'électricité dans une région de distribution définie, des sous-systèmes, tels que le générateur de courant continu, ont été identifiés comme des éléments inverses et corrigés. La limitation la plus notable du système à courant continu était toutefois sa faible distance de transmission et le coût résultant de la distribution d'électricité au-delà d'une certaine plage. Pour réduire les coûts, Edison a introduit un système à trois fils pour remplacer l’alternative à deux fils précédemment installée et a testé différentes configurations de générateurs, ainsi que l’utilisation de batteries de stockage. Ces améliorations n'ont toutefois pas corrigé complètement le saillant inverse. La solution satisfaisante du problème a finalement été fournie par l'innovation radicale du système à courant alternatif.
Depuis le travail fondamental de Hughes, d'autres auteurs ont également fourni des exemples de saillants inverses dans différents systèmes technologiques. Dans le développement technologique des missiles balistiques, dont l'objectif systémique était d'accroître la précision des missiles, MacKenzie  a identifié le sous-système de gyroscope comme un saillant inversé technique. Takeishi et Lee ont fait valoir que les institutions de gestion du droit d'auteur musical ont joué un rôle social inverse dans l'évolution du système de technologie musicale mobile au Japon et en Corée, où l'objectif était de multiplier la musique mobile sur le marché des utilisateurs finaux. Et plus loin, Mulder et Knot, voit que le développement du système technologique plastique PVC (polychlorure de vinyle) a été encombré de manière séquentielle par plusieurs états de saillants inverses, notamment: difficulté à traiter le PVC, qualité des produits fabriqués, problèmes de santé des personnes exposées aux effluents des installations de fabrication de PVC, et enfin le caractère cancérigène du chlorure de vinyle.

## Mesure analytique de la saillance inversée
L’importance de la saillance inversée apparaît comme un paramètre informatif dans l’analyse des systèmes technologiques, car elle signifie non seulement la disparité technologique entre les sous-systèmes, mais également le niveau de performance limité du système dans son ensemble. Malgré son importance, la littérature consacrée à l'évolution des systèmes technologiques est restée limitée en termes d'outils d'analyse permettant de mesurer l'état de la saillance inversée. Dedehayir and Mäkinen, ont par la suite proposé une mesure de l'écart de performance absolu de la saillance inversée (absolute performance gap ). Cette mesure évalue la différence de performance technologique entre le sous-système saillant (c’est-à-dire le sous-système avancé) et le sous-système saillant inverse à un moment donné. À son tour, en évaluant une série d'écarts de performance dans le temps, la mesure de l'écart de performance permet de refléter la dynamique de changement du système technologique en évolution en modifiant l'ampleur de la saillance inversée.

## Origine du terme
Selon Thomas Hughes, le nom de "saillant inversé" a été inspiré par le saillant de Verdun, lors de la bataille de Verdun, dont il a été dit par son professeur d'histoire à l'université que c'était un "saillant inversé". Il a décrit cela comme un renflement arrière dans la ligne d'avancement d'un front militaire. C’est la même chose qu’un saillant; de plus, "reverse salient" n'est pas un terme militaire d'usage courant.